# メルボルン大学出版
メルボルン大学出版（メルボルンだいがくしゅっぱん、Melbourne University Publishing Ltd）は、メルボルン大学（オーストラリア・ビクトリア州）の出版局。MUP と略称される。
- 1922年、Melbourne University Press の名で、設立
- 2003年、Melbourne University Publishing に改名[1]

The Miegunyah Press （1967年設立、Miegunyah はアボリジニー語で "私の家" の意味）は、メルボルン大学出版（MUP）に属する。

## 参照
1. ↑  About Melbourne University Publishing Ltd page at the MUP web site